# Guido I. (Blois)
Guido I.  (Guy I. de Châtillon, 1298 bezeugt, † August 1342) war Graf von Blois und Dunois, Herr von Avesnes, Trélon, Guise etc. Er war der Sohn von Hugo II. von Châtillon, Graf von Blois und Dunois (Haus Châtillon), und Beatrix von Flandern (Haus Dampierre). Er ist nicht zu verwechseln mit Guy I. de Châtillon, Herr von Châtillon (1076 bezeugt) oder Guy I. de Châtillon, Graf von Saint-Pol († 1226).
Guido von Blois heiratete am 6. Oktober 1310 Marguerite de Valois (* um 1295; † Juli 1342), Tochter von Charles I. Graf von Valois (Haus Valois) und Marguerite von Anjou-Sizilien (Haus Anjou), und Schwester des späteren (1328) französischen Königs Philipp VI. Sie bekamen drei Kinder:
- Louis I., Graf von Blois und Soissons, Herr von Avesnes, Chimay, Le Nouvion-en-Thiérache etc. † 26. August 1346 in der Schlacht bei Crécy; ⚭ 5./10. November 1336 Johanna von Hennegau, zu Chimay, * 1323, † Dezember 1350, Tochter von Jean d’Avesnes, Graf von Soissons und Marguerite de Nesle, Gräfin von Soissons (Haus Nesle)
- Charles, * 1319, † 29. September 1364, Herr von Guise, 1341 Herzog von Bretagne, Graf von Penthièvre und Goëllo, Vizegraf von Limoges; ⚭ (Ehevertrag 4. Juni 1337) Jeanne la Boiteuse Gräfin von Penthièvre und Goello, zu Avaugour, Mayenne etc., * 1319, † 10. September 1384, Tochter von Guy de Dreux, Graf von Penthièvre und Goelo
- Marie, † 1363; ⚭ I (Dispens 30. Mai 1334) Rudolf Herzog von Lothringen, † 26. August 1346 in der Schlacht bei Crécy; ⚭ II Friedrich V. Graf von Leiningen, † nach 1379

1315 nahm Guido am Krieg Ludwigs X. gegen Flandern teil. Darüber hinaus verstrickte er sich in Auseinandersetzungen mit seinem Nachbarn Burchard VI., Graf von Vendôme. Ab 1336, dem Beginn des Hundertjährigen Kriegs stand er an der Seite seines Schwagers Philipp VI. gegen den englischen König Eduard III.
Guido von Blois wurde in der Abtei La Guiche bei Blois bestattet. 